# Ніколай Волков
Йосип Хрвоє Перузовіч (14 жовтня 1947 — 29 липня 2018), більш відомий під своїм ринговим ім'ям Ніколай Волков, був хорватсько-американським професійним реслером з Югославії, найбільш відомим виступами у Всесвітній Федерації Реслінгу, де він зазвичай відігрував роль радянського хіла (лиходія).
У 1970-х роках Перузовіч виступав як один з катів у масках під ім'ям Бепо в команді «Монголи» і ворогував з Бруно Саммартіно за титул Чемпіона Світу WWWF у важкій вазі під ім'ям Волков. У 1980-х він виступав у команді з Залізним Шейхом і виграв з ним Командне Чемпіонство WWF на першому шоу Реслманія в історії, а потім був об'єднаний з Борисом Жуковим у команду «Більшовики».
У 1990 році Волков став «фейсом» (хорошим хлопцем) і зображався як проамериканський втікач з Росії. Він недовго ворогував з Жуковим і новоявленим симпатиком Іраку сержантом Слотером. У 1994 році, після деякої перерви, він повернувся як знедолений і відчайдушний персонаж, якого експлуатував Тед ДіБіасі як першого члена своєї «Корпорації на Мільйон Доларів» (англ. Million Dollar Corporation). Він продовжував проводити матчі в різних промоушенах до своєї смерті в 2018 році.